# Grant Riller
Grant Lucas Riller (ur. 8 lutego 1997 w Orlando) – amerykański koszykarz, występujący na pozycjach rozgrywającego ub rzucającego obrońcy.
30 sierpnia 2021 zawarł umowę z Philadelphia 76ers na występy zarówno w NBA, jak i zespole G-League − Delaware Blue Coats. 19 grudnia 2021 został zwolniony.

## Osiągnięcia
Stan na 21 grudnia 2021, na podstawie, o ile nie zaznaczono inaczej.
NCAA
- Uczestnik turnieju:
  - NCAA (2018)
  - National Invitation Tournament (NIT – 2017)
- Mistrz:
  - turnieju konferencji Colonial Athletic (CAA – 2018)
  - sezonu regularnego  CAA (2018)
- MVP turnieju CAA (2018)
- Zaliczony do I składu:
  - CAA (2018–2020)
  - debiutantów CAA (2017)
  - turnieju:
    - Advocare Invitational (2019)
    - CAA (2018)
- Zawodnik kolejki CAA (26.12.2017, 12.02.2018, 19.02.2018, 12.11.2018, 26.11.2018, 18.02.2019, 3.02.2020, 6.01.2020)
- Debiutant kolejki CAA (14.11.2016, 16.01.2017, 30.02.2017, 13.02.2017)